# Harry Luc
Harry Luc, né et élevé à Saint-Marc, en Haïti, promoteur artistique et cofondateur-président du groupe Handzup Group ( 2009),, manager de Belo qui a remporté le prix RFI Découvertes en 2006, est diplômé en économie de l’Institut des Hautes Études Commerciales et Économiques (1999-2003). Le 10 septembre 2024, il a reçu le prix Entrepreneur de l’Année décerné par le Club des Entrepreneurs.
Il entame sa carrière en tant que responsable de crédit à la Sogebank, où il travaillait de 2003 à 2008. Il a été aussi animateur de radio "Plateforme Magick". En 2014, il a été boursier du programme IVLP (International Visitor Leadership Program) du Département d’État américain.
Il est aussi un membre fondateurs de Ayiti deploge,et aussi fondateur de la Caravanne de la francophonie.

## Biographie
À l’âge de 15 ans, Harry s’installe avec sa famille à Pétion-Ville. Il a coanimé l’émission Plateforme Magik sur Magik 9, où il partageait des analyses sur les aspects commerciaux du secteur culturel. Avec HandzUp Group il a organisé la cinquième édition du festival de Saint-Marc.
Il a créé la Caravanne de la francophonie, en partenariat avec une organisation dénommée Organisation Internationale de la Francophonie(OIF), afin de permettre à des jeunes issus de milieux et de régions défavorisés de découvrir des chanteurs du même milieu qui ont réussi dans les arts.